# Mononoke
Mononoke (物の怪, créature étrange) est un terme désignant des esprits vengeurs (onryō), des esprits des morts (shiryō), ou d'autres esprits (ikiryō), dans le folklore et la littérature japonaise, qui possèdent des gens, les font souffrir, causent des maladies voire la mort ,. Ce terme recoupe parfois aussi en prononciation japonaise des yōkai (妖怪).

## Dans la culture populaire
Ce terme se retrouve utilisé dans des médias modernes comme
- Princesse Mononoké, un film d'animation de Hayao Miyazaki.
- Mononoke, un spin-off de l'anime Ayakashi: Japanese Classic Horror.
- Mononoké, le film : Un fantôme sous la pluie (en), film d'animation de 2024.